# Владимировка (Краснокутский район, Саратовская область)
Владимировка — село в Краснокутском районе Саратовской области, в составе сельского поселения Журавлёвское муниципальное образование.

## История
Основано не позднее 1890 года. Село относилось к Краснокутской волости Новоузенского уезда Самарской губернии. Согласно Списку населённых мест Самарской губернии 1910 года село населяли бывшие государственные крестьяне, русские и малороссы, православные, всего 403 мужчины и 412 женщин. В селе имелись церковь, церковно-приходская школа, ветряная мельница
В период существования Республики немцев Поволжья село относилось к Краснокутскому, с 1935 года — Экгеймскому кантону.

28 августа 1941 года был издан Указ Президиума ВС СССР о переселении немцев, проживающих в районах Поволжья. Немецкое население АССР немцев Поволжья было депортировано. После ликвидации АССР немцев Поволжья село, как и другие населённые пункты Экгеймского кантона было передано Саратовской области, включено в состав Комсомольского района. В 1959 году в связи с упразднением Комсомольского района включено в состав Краснокутского района.

## Физико-географическая характеристика
Село расположено в Низком Заволжье, в пределах Сыртовой равнины, относящейся к Восточно-Европейской равнине, на левом берегу пруда Сельский, напротив села Журавлёвка, у истоков реки Жидкая Солянка, на высоте около 60 метров над уровнем моря. Рельеф местности равнинный, слабохолмистый. Почвы тёмно-каштановые и каштановые солонцеватые и солончаковые.
По автомобильным дорогам расстояние до районного центра города Красный Кут — 20 км, до областного центра города Саратов — 160 км.
Часовой пояс
Владимировка, как и вся Саратовская область, находится в часовой зоне МСК+1. Смещение применяемого времени относительно UTC составляет +4:00.

## Население
| 2002 | 2010 |
| ---- | ---- |
| 320  | ↗331 |

Динамика численности населения по годам:
| 1910 | 1926 | 1987 | 2002 |
| ---- | ---- | ---- | ---- |
| 815  | 235  | ≈350 | 324  |

Национальный состав
Согласно результатам переписи 2002 года большинство населения составляли русские (75 %).